# Sachertorte (2022)
Sachertorte ist ein deutsch-österreichischer Spielfilm der Regisseurin Christine Rogoll aus dem Jahr 2022 mit Max Hubacher, Maeve Metelka, Michaela Saba, Krista Stadler und Karl Fischer. Premiere des Liebesfilms war am 24. September 2022 im Rahmen des Zurich Film Festivals, wo der Film in den Fokus-Wettbewerb eingeladen wurde. Österreich-Premiere war am 15. November 2022 im Wiener Stadtkino. Das Amazon Original wurde am 18. November 2022 auf Prime Video veröffentlicht.

## Handlung
Karl, der in Berlin für eine Quizfragen-Redaktion arbeitet, lernt vor Konnopke’s Imbiß an der Schönhauser Allee die Österreicherin Nini kennen. Für ihn ist es Liebe auf den ersten Blick. Die beiden verbringen ein paar gemeinsame Stunden, bevor Nini nach Wien zurückkehrt.
Doch Karl verliert die Telefonnummer von Nini. Er weiß lediglich, dass sie jedes Jahr an ihrem Geburtstag um 15 Uhr im Café Sacher ein Stück Torte isst. Unter dem Vorwand, für die Redaktion österreichspezifische Fragen zu recherchieren, reist er auf Kosten seines Arbeitgebers nach Wien, um Nini wiederzusehen. Da er ihr Geburtsdatum nicht kennt, plant er, maximal ein Jahr lang jeden Tag um 15 Uhr ins Sacher zu gehen, um auf seine Traumfrau zu warten.
Da der Internetempfang in der WG, in der er untergekommen ist, und auch in der Bibliothek, in der er recherchiert, schlecht ist, geht Karl auf die Suche nach gutem WLAN, um arbeiten zu können. So lernt er die Café-Betreiberin Miriam kennen, die sich in ihn verliebt. Karl verbringt zwar von nun an viel Zeit mit ihr, doch ist sie für ihn zunächst nur eine gute Freundin.
Fast zu spät wird ihm klar, dass er mit Miriam seine Traumfrau die ganze Zeit vor der Nase hat. Er trifft zwar nach über hundert Tagen am 19. Dezember Nini im Sacher, aber nur, um sich von ihr zu verabschieden. Bei diesem kurzen Gespräch erfährt er auch, dass Nini am 24. August Geburtstag hat und er damit noch weitere 248 Tage hätte warten müssen. 
Bevor er Miriam seine Liebe gesteht, sorgt er noch für das private Glück des Chefkellners vom Sacher, der sich in eine Dame verliebt hat, die im Hotel Sacher lebt und ihre Tage ebenfalls im Café verbringt.

## Produktion
Die Dreharbeiten fanden vom 2. bis zum 30. März 2022 in Wien und Berlin statt.
Produziert wurde der Film von der deutschen DCM Pictures GmbH (Produzenten Christoph Daniel, Kirstin Wille und Marc Schmidheiny) im Auftrag von Prime Video, die Serviceproduktion in Österreich übernahm die Film AG Produktions GmbH (Produzenten Johanna Scherz und Alexander Glehr).
Die Kamera führten Andreas Berger und Niv Abootalebi, die Montage verantwortete Martin Wunschick und das Casting Alexandra Koknat. Das Kostümbild gestaltete Theresa Ebner-Lazek, das Szenenbild Pia Jaros, den Ton Sergey Martynyuk und Theda Schifferdecker und das Maskenbild Martha Ruess, Sophie Chudzikowski und Karoline Strobl.

## Rezeption
Yannick Bracher meinte auf outnow.ch, dass sich die Lovestory als äußerst durchschaubar, stark romantisiert und zu simpel entpuppe. Dennoch bleibe sie unterhaltsam. Dieter Oßwald lobte im Schweizer Display Magazin die Leichtigkeit der Liebeskomödie: „Was wie ‚Before Sunrise‘ klingt, kommt ähnlich luftig und lässig daher wie jene Kult-Lovestory zwischen Ethan Hawke und Julie Delpy.“
Sidney Schering vergab auf filmstarts.de 3,5 von fünf Sternen, der Film mute eingangs wie ein schwächelnder Before Sunrise im Eiltempo an. Aber sobald der Traumtänzer Karl von einer einfühlsamen Realistin auf den Wiener Boden der Tatsachen zurückgeholt wird, ergebe sich eine köstliche Melange aus romantischem Filmzauber und der Magie des Alltags.
Manuel Simbürger bezeichnete die Produktion auf film.at als „nettes, harmloses und durchaus bemühtes Märchen mit Zuckerschock-Garantie“. Die Darsteller seien sympathisch und die Chemie passe, im Gedächtnis blieben aber ähnlich wie das Gesamtwerk am Ende leider nur die wenigsten.
Oliver Armknecht vergab auf film-rezensionen.de sechs von zehn Punkten. Der Film erfinde das Rad nicht neu, wenn viele Konventionen der Liebeskomödie abgearbeitet werden. Tiefgang gebe es keinen. Die Geschichte sei aber ganz charmant und natürlich sehr süß.

## Auszeichnungen und Nominierungen
Romyverleihung 2023
- Auszeichnung in der Kategorie Entdeckung männlich (Max Hubacher)[14]
- Nominierung in der Kategorie Entdeckung weiblich (Maeve Metelka)[15]
- Nominierung in der Kategorie Bester Film TV/Stream[16]
- Nominierung in der Kategorie Beste Produktion (Christoph Daniel, Kirstin Wille, Marc Schmidheiny, DCM Pictures, Amazon Prime Video, Serviceproduktion Österreich: Johanna Scherz und Alexander Glehr, Film AG)